# آندراش شیمون
آندراش شیمون (به مجاری: András Simon) (زادهٔ ۳۰ مارس ۱۹۹۰) بازیکن فوتبال اهل مجارستان است. او برادر دوقلو آدام شیمون که او نیز یک بازیکن فوتبال می‌باشد، است.
از باشگاه‌هایی که او در آن‌ها بازی کرده‌است می‌توان به باشگاه فوتبال لیورپول، باشگاه فوتبال کوردوبا، باشگاه فوتبال گیوری ای‌تی‌او، و باشگاه فوتبال ام‌تی‌کی بوداپست اشاره کرد.
او همچنین در تیم‌های ملی فوتبال زیر ۱۷، ۱۸، ۱۹، ۲۰ و ۲۱ سال مجارستان بازی کرده‌است.